# Тихонов, Анатолий Дмитриевич
Анатолий Дмитриевич Тихонов — советский хозяйственный, государственный и политический деятель, Герой Социалистического Труда.

## Биография
Родился 23 августа 1928 года в селе Мало-Троицкое. Член КПСС.
С 1942 года — на хозяйственной, общественной и политической работе. В 1942—1985 гг. — прицепщик на тракторе, тракторист Троицкой машинно-тракторной станции Бузулукского района, в Советской Армии, бригадир полеводческой бригады, агроном, председатель колхоза «День урожая», председатель колхоза имени Карла Маркса Бузулукского района Оренбургской области.
Указом Президиума Верховного Совета СССР от 29 ноября 1968 года присвоено звание Героя Социалистического Труда с вручением ордена Ленина и золотой медали «Серп и Молот».
Избирался депутатом Верховного Совета СССР 8-го созыва. Делегат XXVI съезда КПСС.
Умер в селе Подколки 20 июня 1985 года. Похоронен на сельском кладбище.